# Maia Challenger 2022
Il Maia Challenger 2022 è stato un torneo maschile di tennis professionistico. È stata la 9ª edizione del torneo, facente parte della categoria Challenger 80 nell'ambito dell'ATP Challenger Tour 2022, con un montepremi di 45 730 €. Si è giocato dal 28 novembre al 4 dicembre 2022 sui campi in terra rossa indoor del Complexo de Ténis da Maia di Maia, in Portogallo.

## Partecipanti

### Teste di serie
| Nazionalità | Giocatore            | Ranking* | Testa di serie |
| ----------- | -------------------- | -------- | -------------- |
| Portogallo  | Nuno Borges          | 91       | 1              |
| Austria     | Jurij Rodionov       | 122      | 2              |
| Svezia      | Elias Ymer           | 130      | 3              |
| Francia     | Geoffrey Blancaneaux | 135      | 4              |
| Australia   | Aleksandar Vukic     | 140      | 5              |
| Kazakistan  | Timofej Skatov       | 146      | 6              |
| Italia      | Luciano Darderi      | 178      | 7              |
| Italia      | Riccardo Bonadio     | 191      | 8              |

* Ranking al 21 novembre 2022.

### Altri partecipanti
I seguenti giocatori hanno ricevuto una wild card per il tabellone principale:
- Fábio Coelho
- João Domingues
- Gonçalo Oliveira

Il seguente giocatore è entrato in tabellone con il ranking protetto:
- Pedro Sousa

I seguenti giocatori sono entrati in tabellone come alternate:
- Vitaliy Sachko
- Louis Wessels

I seguenti giocatori sono passati dalle qualificazioni:
- Alexandar Lazarov
- Evgenij Karlovskij
- Denis Istomin
- Raphael Collignon
- Gauthier Onclin
- Maximilian Neuchrist

## Campioni

### Singolare
Luca Van Assche ha sconfitto in finale  Maximilian Neuchrist con il punteggio di 3–6, 6–4, 6–0.

### Doppio
Julian Cash /  Henry Patten hanno sconfitto in finale  Nuno Borges /  Francisco Cabral con il punteggio di 6–3, 3–6, [10–8].